# کل نیل
کَل نیل یا لچوهٔ نیل (نام علمی: Kobus megaceros) نام یک گونه از سرده کل‌های آفریقایی است.